# Annie Potts
Annie Potts (Nashville, 28 de outubro de 1952) é uma dubladora e atriz estadunidense de televisão e cinema. Seu papel mais conhecido foi como Janine Melnitz no filme Ghostbusters (1984).

## Biografia
Annie Potts é filha de Powell Grisette Potts e Dorothy Harris Potts e tem duas irmãs Mary Eleanor Hovious e Elizabeth Grissette Potts. Nasceu em Nashville, no estado do Tennessee, porém cresceu em Franklin (Kentucky), onde se formou pela Franklin-Simpson High School. Ela conseguiu bacharelado em Artes pelo Stephens College no Missouri. Quando tinha 17 anos, foi atropelada por um motorista embriagado.
Ela é casada com o diretor de televisão James Hayman e é mãe de três filhos, Clay (nascido a 1981), James (1992) e Harry (1996). Também costuma dar aulas de drama na Stephens College.

## Carreira
Annie ganhou bastante destaque como atriz na comédia Caça-Fantasmas, porém tem filmes variados em sua filmografia. Outro papel marcante de sua carreira foi na série Designing Women, quando interpretou a personagem Mary Jo Jackson Shively. Também ganhou destaque na série Any Day Now da rede de TV estadunidense Lifetime Television. Como dubladora, seu mais destacado personagem foi Betty da animação Toy Story, da Walt Disney Pictures.
Esteve no filme Pretty in Pink, produção de John Hughes e, mais recentemente, na série Joan of Arcadia exibido pela CBS nos EUA.

## Filmografia
Cinema e filmes feitos para TV somente (TV):
- Ghostbusters - Mais além (2021)...Janine Melnitz

- Toy Story 4 (2019) (voz).... Betty
- My Brother's Hot… and Other Dilemmas (2008) (TV) (produção).... Elizabeth
- Queen Sized (2008) (TV).... Mother
- Family Man (2008) (TV)
- The Sunday Man (2007).... Mrs. Culp
- Spellbound (2007) (TV).... Bunny
- Elvis Has Left the Building (2004).... Shirl
- Stuck in the Middle with You (2003) (TV)
- Defending Our Kids: The Julie Posey Story (2003) (TV).... Julie Posey
- Toy Story 2 (1999) (voz).... Betty
- Toy Story (1995) (voz).... Betty
- Her Deadly Rival (1995) (TV).... Kris Lansford
- Breaking the Rules (1992).... Mary Klinglitch
- Texasville (1990).... Karla Jackson
- Os Caça-Fantasmas II (1989).... Janine Melnitz
- Who's Harry Crumb? (1989).... Helen Downing
- Pass the Ammo (1988).... Darla
- O Homem Que Caiu na Terra (1987) (TV).... Louise
- Jumpin' Jack Flash (1986).... Liz Carlson
- A Garota de Rosa Shocking (1986).... Iona
- It Came Upon the Midnight Clear (1984) (TV).... Cindy Mills
- Crimes of Passion (1984).... Amy Grady
- Os Caça-Fantasmas (1984).... Janine Melnitz
- Why Me? (1984) (TV).... Daria
- Cowboy (1983) (TV).... D.G.
- Something So Right (1982) (TV).... Sunday
- Bayou Romance (1982).... Lily
- Heartaches (1981).... Bonnie Howard
- Flatbed Annie & Sweetiepie: Lady Truckers (1979) (TV).... Flatbed Annie
- Ladies in Waiting (1979) (TV)
- King of the Gypsies (1978).... Persa
- Corvette Summer (1978).... Vanessa
- Black Market Baby (1977) (TV).... Linda Cleary

Séries de TV:
- Young Sheldon.... Meemaw (12 episódios, 2017)
- Ugly Betty.... Linda (1 episódio, 2008)
- Men in Trees.... Mary Alice O'Donnell (4 episódios, 2007)
- Law & Order: Special Victims Unit.... Sophie Devere (3 episódios, 2005-2007)
- Julie Reno, Bounty Hunter.... Angel (1 episódio, 2006)
- Close to Home.... Dr. Marla Dodds (1 episódio, 2005)
- Joan of Arcadia.... Lieutenant Lucy Preston (11 episódios, 2004-2005)
- Huff.... Doris Johnson (4 episódios, 2004)
- Any Day Now.... Mary Elizabeth (85 episódios, 1998-2002)
- Hercules.... Syrinx the Muse (1 episódio, 1998)
- Over the Top (1997).... Hadley Martin
- Dangerous Minds (série) (1996).... Louanne Johnson
- Love & War (1992).... Dana Palladino (1993-1995)
- Designing Women.... Mary Jo Shively (151 episódios, 1986-1993)
- Amazing Stories.... Mrs. Bev Binford (1 episódio, 1987)
- CBS Schoolbreak Special.... Kathy Sanders (1 episódio, 1987)
- Magnum, P.I..... Tracy Spencer (2 episódios, 1983-1986)
- Comedy Factory.... Annie (1 episódio, 1986)
- Além da Imaginação.... Cathy Lowery (1 episódio, 1985)
- Remington Steele.... Annie Carpenter (1 episódio, 1983)
- The Kwicky Koala Show (1981)
- Goodtime Girls.... Edith Bedelmeyer (1 episódio, 1980)
- Family.... Caddy Wilde (1 episódio, 1978)
- Chicago Mês ... Hellen